# 塞尔马诺
塞尔马诺（法語：Sermano，法語發音：[sɛʁmano]）是法国上科西嘉省的一个市镇，属于科尔泰区。

## 地理
塞尔马诺（42°18'51"N, 9°16'3"E）面积7.62 平方千米，位于法国上科西嘉省，该省份位于科西嘉北部，后者为地中海西部的一座岛屿，也是法国的一个单一领土集体，位于法国大陆部分的东南面，意大利半島的西面，最临近的地块是撒丁岛。
与塞尔马诺接壤的市镇（或旧市镇、城区）包括：法瓦莱洛。

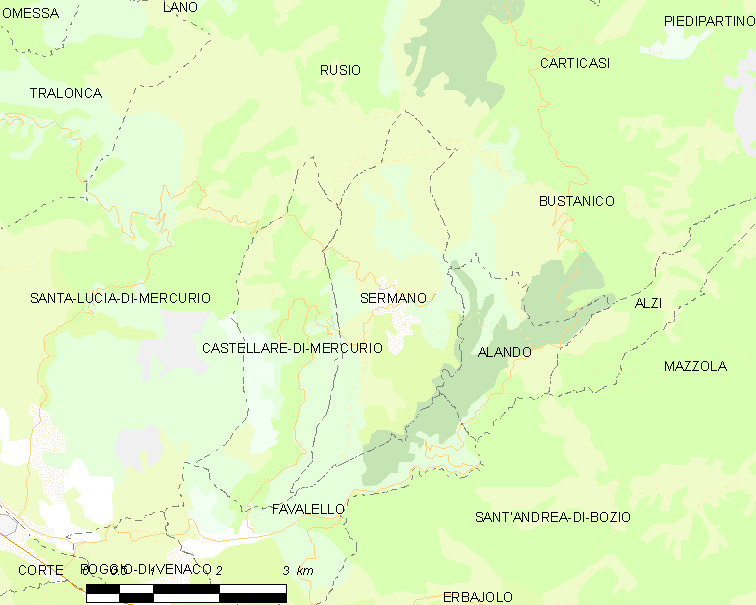
塞尔马诺的OSM定位图

塞尔马诺的时区为UTC+01:00、UTC+02:00（夏令时）。

## 行政
塞尔马诺的邮政编码为20212，INSEE市镇编码为2B275。

## 政治
塞尔马诺所属的省级选区为戈洛-莫罗萨利亚县。

## 人口

1962-2008年间塞尔马诺人口变化图示

塞尔马诺于2022年1月1日时的人口数量为76人。